# Fluorouracil
Fluorouracil (5-FU ili f5U) je kemijski spoj, analog pirimidina, koji služi kao kemoterapijski lijek najčešće u liječenju malignih bolesti. 5-FU spada u skupinu antimetabolita, djeluje ireverzibilno inhibirajući enzim timidilat sintazu.
5-FU sintetizirao je Charles Heidelberger 1957. g.
5-FU djeluje blokirajući sintezu pirimidina timidina koji je nukleotid potreban za replikaciju DNK, ali djeluje i inkorporirajući se umjesto uracila u DNK i RNK. Timidilat sintaza metilira deoksiuridin monofosfat (dUMP) u timidin monofosafat (dTMP), tako da inhibicija tog enzima uzrokuje smrt svih stanica koje se ubrzano dijele kao što su tumorske stanice (ali i brojne druge stanice u tijelu). 5-FU djeluje ugrađujući se u RNK i DNK umjesto uracila, te tako ugrađen prekida transkripciju RNK.
5-FU koristi se u liječenju malignih bolesti, najčešće probavnog sustava, ali i tumora vrata i glave, te jajnika i dojke. Upotrebljava se i u oftalmologiji (npr. pri trabekulektomiji), kao i lokalno u obliku krema kod kožnih promjena.
Kapecitabin je kemijski spoj koji se u tijelu metabolizira u 5-FU, te se koristi kao peroralni antineoplastik pod nazivom Xeloda, farmaceutske tvrtke Roche.